# Табунщик, Георгий Дмитриевич
Георгий Дмитриевич Табунщик (рум. Gheorghe Tabunșcic, гаг. Georgiy Tabunşçik; род. 1 августа 1939, с. Копчак, Кагульский уезд, Королевство Румыния) — молдавский политический и государственный деятель. Первый башкан (глава) АТО Гагаузия с 19 июня 1995 по 24 сентября 1999 года и с 9 ноября 2002 по 29 декабря 2006 года.

## Биография
Родители — Табунщик Дмитрий Афанасьевич и Ольга Петровна — крестьяне.
В 1957 году окончил Тараклийскую среднюю школу, в 1962 году — Кишинёвский сельскохозяйственный институт по специальности агрономия (учёный-агроном), в 1974 — аспирантуру Кишинёвского государственного университета. Кандидат философских наук (1974), тема диссертации — «Борьба В. И. Ленина против философского и политического ревизионизма в годы реакции за идейное единство марксистской партии».

### Трудовая и политическая деятельность
- 1962—1975 — главный агроном, заместитель председателя, председатель колхоза «Победа» села Копчак Тараклийского (Чадыр-Лунгского) района.
- 1975—1979 — председатель Чадыр-Лунгского районного Совета колхозов.
- 1976—1990 — член ЦК КПМ.
- 1979—1986 — первый секретарь Комратского районного комитета Компартии Молдавии.
- 1980—1990 — депутат Верховного Совета Молдавской ССР.
- 1987—1990 — заместитель Председателя Госплана Молдавской ССР.
- 1990—1991 — член Центральной контрольной комиссии КПСС.
- 1991— председатель Контрольно-Ревизионной комиссии Компартии Молдавии.
- 1991—1993 — председатель Государственной комиссии Правительства Республики Молдова по проблемам южной зоны[2].

В 1993 году вошёл в инициативную группу по воссозданию коммунистической партии в Республике Молдова, принял участие в работе первой конференции по восстановлению партии, но в ряды Партии коммунистов Республики Молдова осознанно не вступил.
- С 19 июня 1995 по 24 сентября 1999 года — первый башкан (глава) АТО Гагаузия, член Правительства Республики Молдова по должности[3][4][5][6].
- С 6 июня 2001 по 2002 год — префект Бендерского уезда[7][8].
- 2001—2002 годах — депутат Парламента Республики Молдова[9].
- С 9 ноября 2002 по 29 декабря 2006 года — башкан (глава) АТО Гагаузия, член Высшего совета безопасности Республики Молдова[10][11][12], член Правительства Республики Молдова по должности[13][14].

### Создание Гагаузской Автономии в составе Республики Молдова
В соответствии с принятым в декабре 1994 года Парламентом Республики Молдова «Законом о Гагаузской Автономии», на референдуме, организованном правительством страны, определилось 30 населённых пунктов, разбросанных по шести районам юга, изъявивших желание войти в состав Гагаузии.
В мае—июне 1995 года состоялись выборы башкана (главы) и депутатов Народного Собрания Гагаузии. Выборы башкана прошли в 2 тура. Во втором туре убедительную победу одержал независимый кандидат Георгий Табунщик, за него проголосовало 64,1 % избирателей.
В условиях экономического упадка, более 280 млн леев кредиторских долгов и многомесячных миллионных невыплат заработных плат и пенсий, межнациональной напряженности, наличия, кроме вооружённого формирования «Буджак», на руках у граждан сотен единиц оружия, при противодействии значительной части политического класса Молдовы, выступившей против автономии гагаузов, Табунщику удалось объединить усилия исполнительной, законодательной власти и общественности региона и в 1995—1998 гг. в полном соответствии с «Законом о Гагаузии» было обеспечено политическое, территориальное и юридическое становление автономии и началось экономическое возрождение края. В автономии установились мир и национальное согласие.
На выборах президента Республики Молдова в 1996 году в первом туре Гагаузия практически на официальном уровне поддержала кандидатуру Андрея Сангели и стала единственным регионом, где за него проголосовали более 40 % избирателей. Во втором туре Табунщик активно поддержал Петра Лучинского, за которого в Гагаузии проголосовали около 70 тыс. избирателей (94 %).
В 1995—1999 Гагаузия в рамках приобретённых полномочий проводила самостоятельную, во многом отличную от Кишинёва экономическую и социальную политику, выступила против проведения в стране либерально-рыночных реформ. Был взят курс на сохранение и развитие в рыночных условиях всего накопленного в советские годы экономического и социального потенциала. Гагаузия была единственным регионом, куда не была допущена осуществлённая в Молдове разрушительная для агропромышленного комплекса программа «Пэмынт».
Проводимая политика была отрицательно воспринята руководством государства и на выборах башкана в 1999 году основные политические силы страны выступили против Табунщика. Своих кандидатов в башканы выдвинули Демократическая партия Молдовы, группа Лучинского и Партия коммунистов Республики Молдова, на своего кандидата ставку сделал и Тирасполь. В результате демонстративных объединённых усилий башканом во втором туре выборов был избран Дмитрий Кройтор.
В 2000—2002 годах обстановка в Гагаузии крайне обострилась. Выявленные Счётными палатами Республики Молдова и Гагаузии многочисленные нарушения и злоупотребления в использовании бюджетных средств и полученного из Турции гуманитарного топлива привели к перманентному противостоянию Народного Собрания Гагаузии и Исполкома Гагаузии. Дмитрий Кройтор подал в отставку.
Внеочередные выборы башкана состоялись в октябре 2002 года, в них приняли участие 5 кандидатов. Однако прошедшие 6 октября выборы были признаны несостоявшимися — в них приняли участие 41,4 % избирателей, при необходимых по местному закону 50 %. Первые два места заняли Георгий Табунщик — 42,52 % и Михаил Формузал — 21,05 %. Повторное голосование прошло 20 октября. В них приняло участие 49,6 % избирателей (при пороге 34 %). Перед голосованием два кандидата сняли свои кандидатуры в пользу Формузала и обратились к избирателям с соответствующим заявлением. При повторном голосовании башканом был избран Табунщик (за него проголосовало 50,99 % избирателей; за Формузала 43,22 %; за К. Таушанжи 5,18 %).
В 2002—2006 при башканстве Табунщика произошли заметные позитивные перемены. Значительно возросла экономика, было создано более 3000 новых рабочих мест, Гагаузия первой в Молдове завершила газификацию региона.
В этот период Гагаузская автономия была конституционно закреплена — в Конституцию Республики Молдова была внесена специальная статья о Гагаузии. Народное Собрание Гагаузии наделено правом законодательной инициативы в Парламенте Республики Молдова, были назначены представители Гагаузии в России и Турции при посольствах Молдовы в этих странах. В июле 2006 года был проведён первый Всемирный Конгресс гагаузов, в работе которого приняли участие представители 14 государств.
На выборах в декабре 2006 года против Табунщика вновь выступили почти все проевропейские политики Молдовы и часть главенствующей в парламенте Партии коммунистов Республики Молдова, что стало основной причиной его поражения на этих выборах.

## Семья
Женат. Жена Табунщик Ольга Трофимовна — домохозяйка. Имеет двух сыновей.

## Классный чин
- II ранг, государственный советник Республики Молдова I класса[17].

## Награды
- Орден Трудового Красного Знамени (1971, 1976)
- Орден «Знак Почёта» (1973)
- Орден Дружбы народов (1986)
- Орден «Трудовая слава» (31 июля 1999) — за долголетний плодотворный труд в государственных органах, значительный вклад в экономическое и социально-культурное развитие населённых пунктов и активное участие в общественной жизни республики[18]
- Орден Республики (31 июля 2004) — за долголетний плодотворный труд в государственных органах, значительный вклад в экономическое и социально-культурное развитие населённых пунктов и активную организаторскую и общественную деятельность[19]
- Орден «Богдан-Основатель» (23 августа 2019) — в знак высокого признания особых заслуг перед государством, за долголетний плодотворный труд в различных областях, высокие профессиональные качества и активную общественную деятельность[20]